# Marie de Croÿ

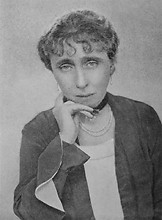
Marie de Croÿ um 1930

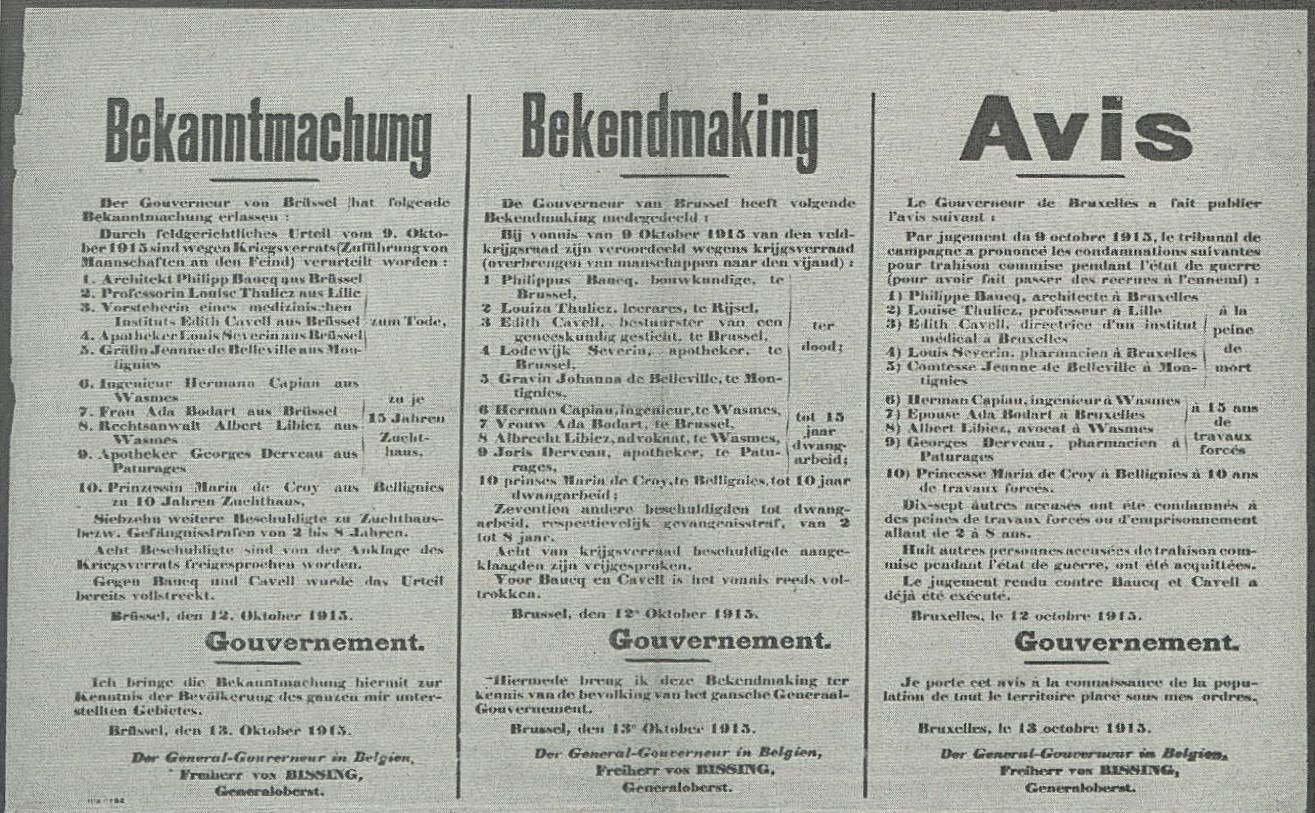
Verurteilung 1915

Marie Élisabeth Louise de Croÿ (* 26. November 1875 in London; † 20. Juni 1968 in Saint-Benin-d’Azy) war eine belgische Adlige und Widerstandskämpferin in den beiden Weltkriegen.

## Leben
Marie de Croÿ war die Tochter von Alfred Prinz von Croÿ (1842–1888) und dessen englischer Ehefrau Elizabeth Mary Parnell (1855–1912). Ihr Bruder Réginald Prinz von Croÿ war ebenfalls am Widerstand gegen Deutschland im Ersten Weltkrieg beteiligt.
Beim Ausbruch des Ersten Weltkriegs war Marie de Croÿ in England zu Besuch bei ihrer Freundin Violet Cavendish-Bentinck und deren Mutter Louisa Scott. Mit der Nachricht vom Kriegsausbruch brach sie sofort nach Frankreich auf. Die Familie bot ihr Schloss Château de Bellignies dem Roten Kreuz als Krankenhaus an. Marie arbeitete dort als Krankenschwester, sie hatte zuvor ein Krankenpflege-Diplom in Paris erworben. Im Schloss wurden zunächst britische Soldaten, später auch deutsche Verwundete versorgt. Es wurde jedoch nicht sonderlich lang als Krankenhaus genutzt. Marie und ihr Bruder Réginald, der als Diplomat reisen konnte, unterstützten zudem englische Familien, die ihre Verwandten suchten und schmuggelten unter anderem Briefe. Außerdem schmuggelte Réginald patriotische Schriften aus Brüssel nach Frankreich. Als Marie de Croÿ erfuhr, dass sich in einem nahegelegenen Wald bei Englefontaine englische und französische Soldaten, die von ihren Regimentern abgeschnitten worden waren und sich dort gesammelt hatten, versteckten, versorgte sie sie mit Lebensmitteln und versteckte sie kurzzeitig im Gärtnerhaus ihres Schlosses. Da sie die Menge an Personen jedoch nicht dauerhaft verstecken konnte, mussten sich die Soldaten den deutschen Autoritäten stellen. Nachdem es Marie und Réginald gelungen war, zwei englische Offiziere, die sie im alten Treppenturm ihres Schlosses versteckt hatten, als Handwerker verkleidet über Holland nach England zu bringen, schlossen sie sich einem Netzwerk an, dem auch Edith Cavell angehörte, das es alliierten Soldaten ermöglichte, ins Vereinigte Königreich zurückzukehren. Dies lief wie folgt ab: Einige junge Frauen sammelten einzelne alliierte Soldaten, brachten sie nach Bellignies, wo Marie sie kurz beherbergte. Marie fotografierte die Männer und stellte gefälschte Ausweise aus, dann wurden sie über die Grenze nach Belgien gebracht, wo sie von anderen Personen, die dem Netzwerk angehörten, beherbergt wurden und später in die Niederlande gebracht wurden. Die Grenze zu den Niederlanden war laut Marie de Croÿ zu diesem Zeitpunkt nur schlecht bewacht.
Nach einer Hausdurchsuchung wurde Marie im September 1915 gemeinsam mit Cavell und anderen Fluchthelfern von den deutschen Besatzern festgenommen, deportiert und zu zehn Jahren Zwangsarbeit verurteilt. Vor Gericht hatte sie um Gnade für ihre Mitgefangenen gebeten und sich und ihren Bruder als die alleinigen Schuldigen dargestellt. Sie wurde im Gefängnis in Siegburg festgesetzt, wo sie Marthe Boël kennenlernte, mit der sie anschließend eine lebenslange Freundschaft verband. Nach unaufhörlichen Bitten des spanischen Königs Alfons XIII. und des Apostolischen Nuntius, Eugenio Pacelli, bot Kaiser Wilhelm II. Marie de Croÿ die Freiheit an. Sie schlug das Angebot jedoch aus, da sie nicht bevorzugt behandelt werden wollte. Wegen ihres schlechten Gesundheitszustands infolge der armseligen hygienischen Bedingungen im Gefängnis und der generellen Mangelernährung wurde Marie de Croÿ am 4. August 1917 ins Krankenhaus nach Bonn gebracht. Nach dem Waffenstillstand 1918 wurde bekanntgegeben, dass alle Kriegsgefangenen freigelassen werden sollten. Marie, die sich noch immer im Krankenhaus befand, schrieb an den Bonner Kommandeur Traugott von Bötticher, um sich nach ihrer Freilassung zu erkundigen. Dieser erhielt die Anweisung vom örtlichen Soldatenrat, dass Marie freigelassen werden sollte. Am 13. November 1918 konnte sie das Krankenhaus verlassen und die Heimreise nach Frankreich antreten.
Marie de Croÿ stand in Kontakt mit der belgischen Königin Elisabeth, die sie nach ihrer Freilassung in einer Audienz empfing. Marie setzte sich bei der Königin für die Aufhebung der Blockade ein, da sie von einem Deutschen darum gebeten worden war, sich dafür starkzumachen, damit die deutsche Zivilbevölkerung nicht verhungerte. Königin Elisabeth sorgte auch dafür, dass Marie ihren Bruder Réginald wiederfand, indem sie ein Telegramm an die belgische Botschaft in London schickte. Während ihrer Gefangenschaft war Marie zudem von Prinzessin Josephine, der Schwester des belgischen Königs, besucht worden.
Während des Zweiten Weltkriegs war Marie de Croÿ erneut am Widerstand beteiligt. Unter anderem versteckte sie General Henri Giraud nach dessen Flucht aus der Festung Königstein 1942. Ihm war bereits während des Ersten Weltkriegs vom Team Marthe Boëls geholfen worden. Marie de Croÿ wurde in Lille festgenommen, weil sie entkommenen Kriegsgefangenen geholfen hatte.
Als Anerkennung für ihren Einsatz während der Kriege wurden ihr der Leopoldsorden sowie die Ehrenlegion verliehen.
Marie de Croÿ starb am 20. Juni 1968 unverheiratet mit 92 Jahren in Saint-Benin-d’Azy im Département Nièvre, wo die Familie ihres älteren Bruders Léopold Prinz von Croÿ-Solre die Schlösser Château d’Azy und La Vielle Régie besaß.

## Literarische Werke
Marie de Croÿ verfasste zwei Werke über ihre Kriegserinnerungen:
- Le martyre des pays envahis, souvenirs de la Princesse de Croÿ, Paris, Plon, 1933.
- Souvenirs de guerre et de captivité, in: Revue générale, 1933.

## Ehrungen
- Ritter des Leopoldsordens
- Ritter der Ehrenlegion mit Kriegskreuz
- Order of the British Empire (zivile Abteilung)